# Ranunculus donianus
Ranunculus donianus là một loài thực vật có hoa trong họ Mao lương. Loài này được Pritz. miêu tả khoa học đầu tiên năm 1843.